# Obaga del Safrà
L'Obaga del Safrà és una obaga del terme municipal de Conca de Dalt, a l'antic terme d'Hortoneda de la Conca, al Pallars Jussà, en territori que havia estat del poble d'Hortoneda.
Es troba a ponent d'Hortoneda, al sud-est del Roc de Santa i de la Costa d'Escoll-de-veu. La Carretera d'Hortoneda passa per la part baixa, septentrional, d'aquesta obaga. És a la dreta de la llau dels Carants i al nord-est de los Carants.